# نراد کره‌ای
نراد کره‌ای (نام علمی: 'Abies koreana') درختچه‌ای کوچک و دیر رشد بوده و قاعده‌ای پهن و شکلی مخروطی دارد و پهنای قاعدهٔ آن در حدود بزرگی قاعدهٔ آن است. هر برگ یا هر سوزن آن در قسمت رو دارای رنگ سبز تیره و در قسمت زیر به رنگ سفید نقره‌ای است. حتی وقتی که گیاه بسیار جوان است میوه‌هایی زیبا و جذاب به رنگ سبز و ارغوانی متمایل به بنفش و به طول بین ۵ تا ۷ سانتیمتر تولید می‌کند.

## نگارخانه

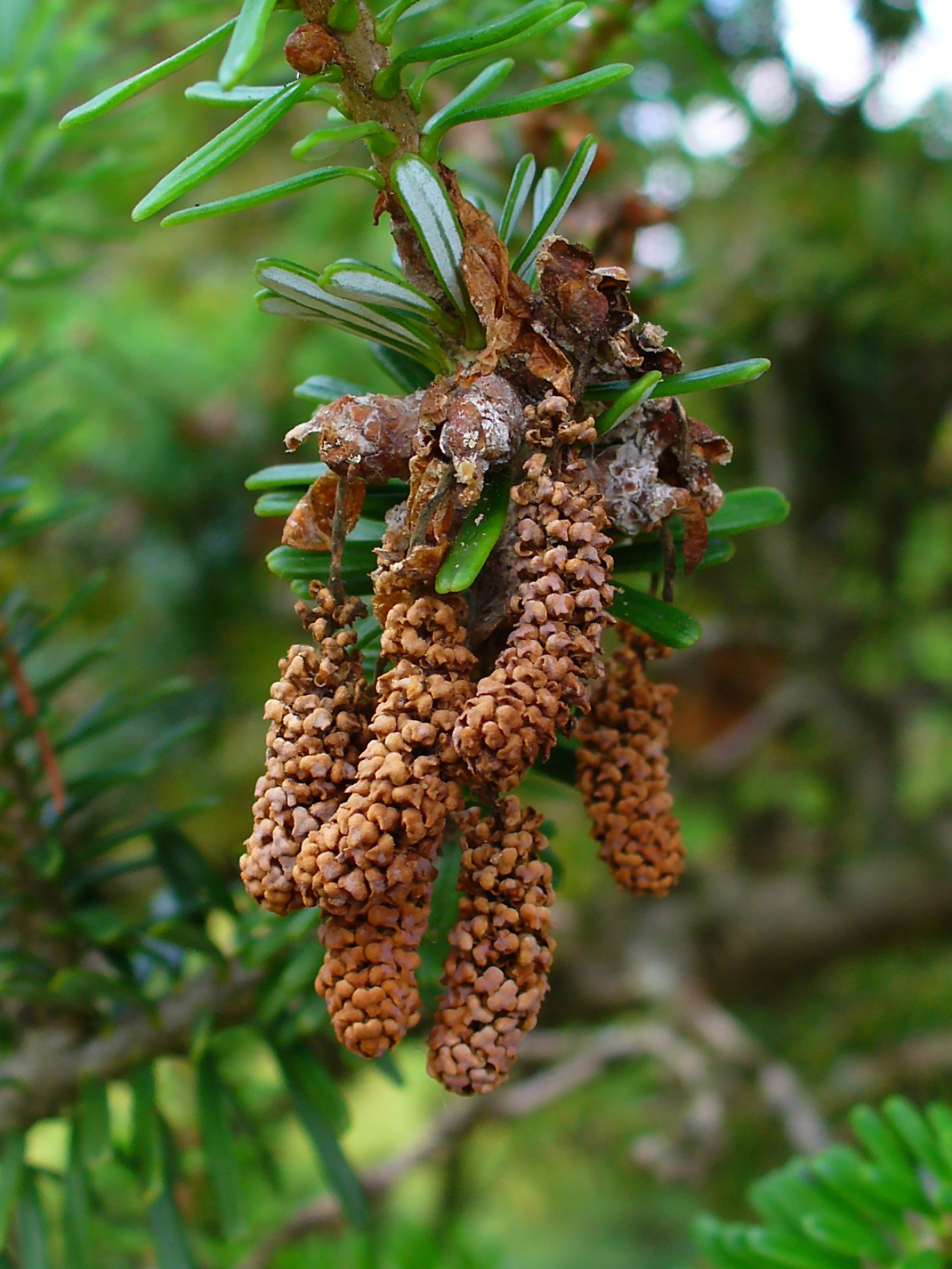
Abies koreana. Male cones
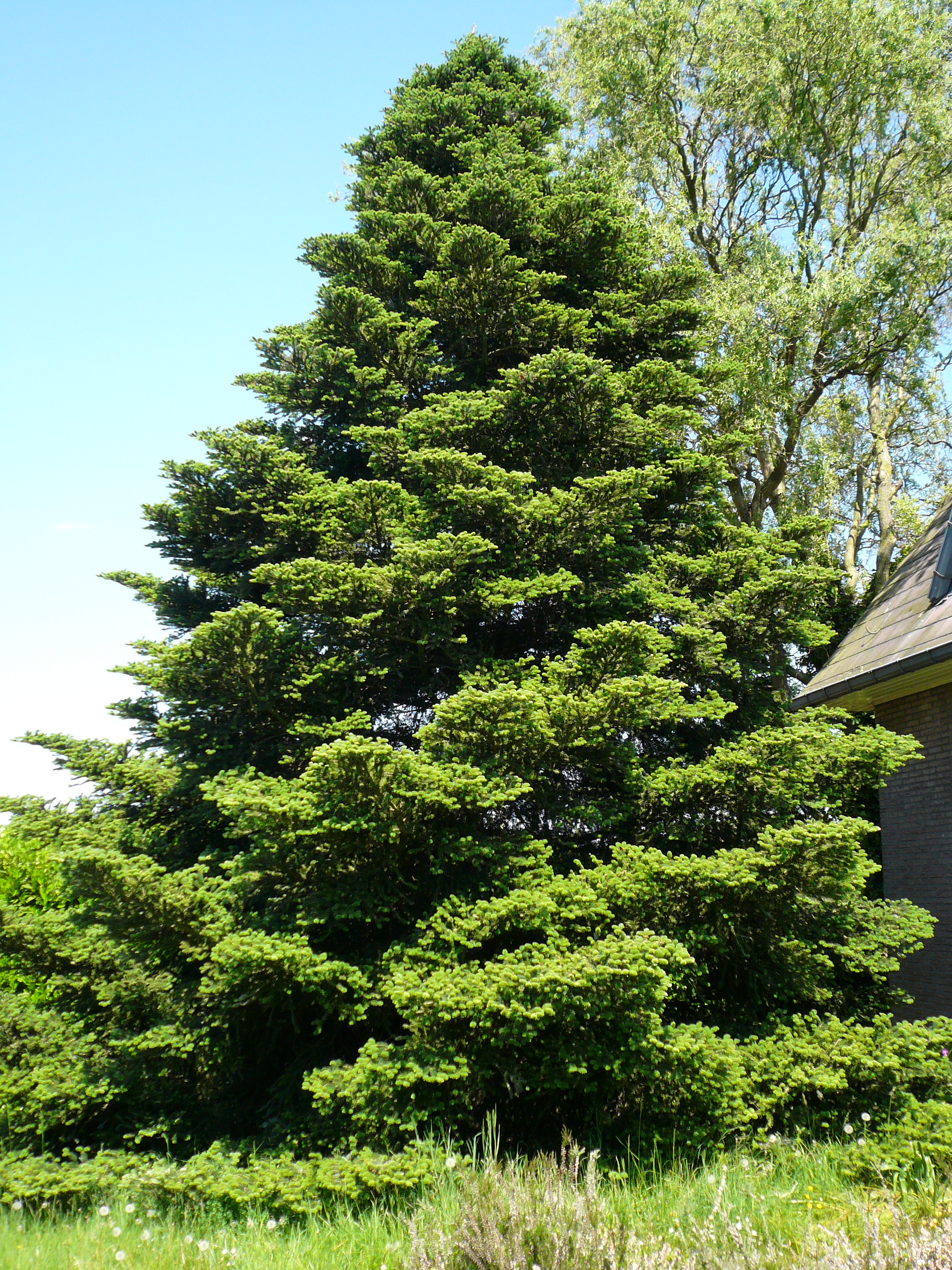
Abies koreana in cultivation
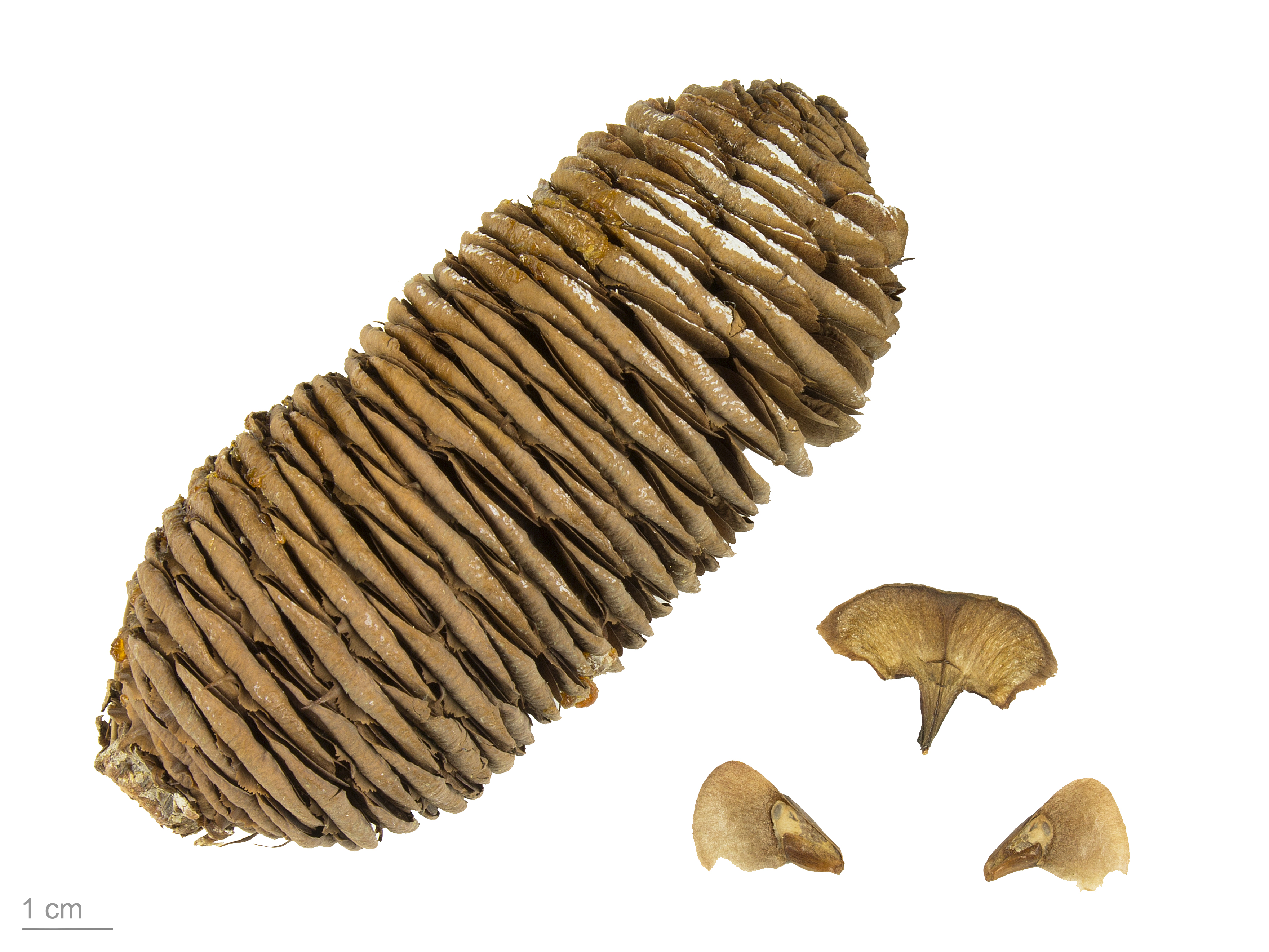
Abies koreana - Museum specimen